# Butte (géomorphologie)
Pour les articles homonymes, voir Butte.

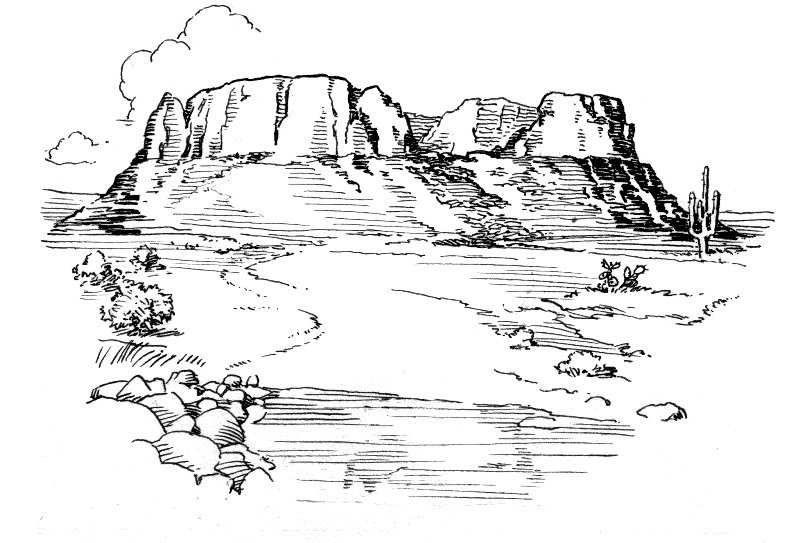
Dessin d'une butte

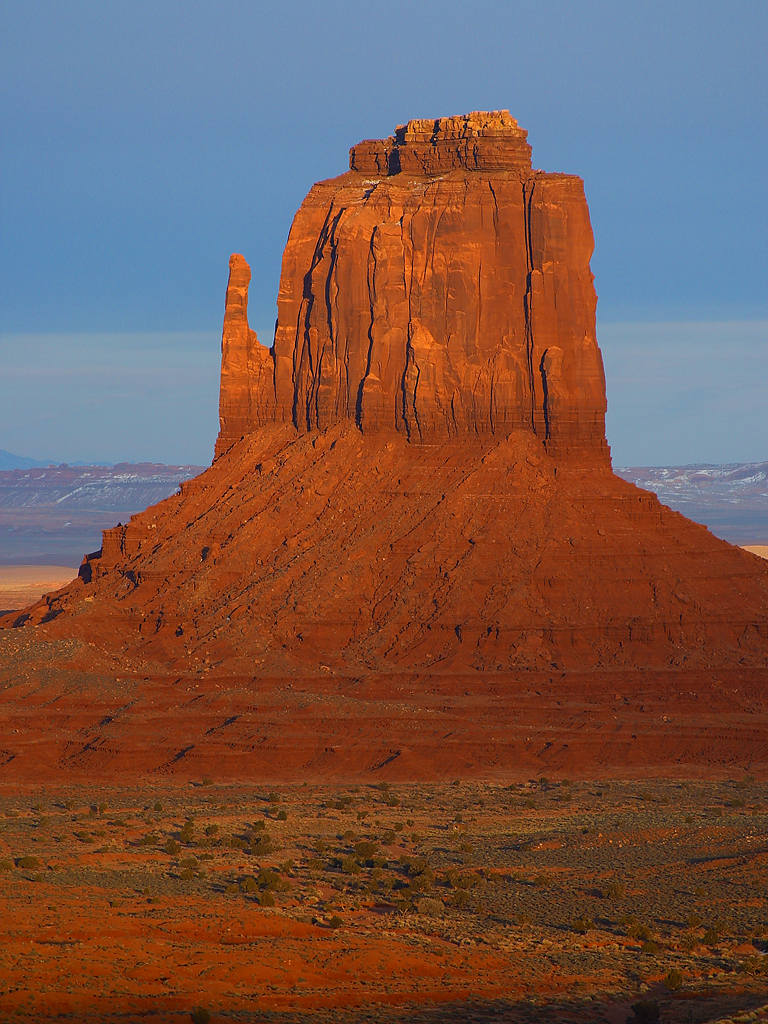
Une butte du site de Monument Valley (États-Unis)

Une butte désigne aux États-Unis et au Canada un relief érigé et isolé, de côtés bien raides et avec un petit sommet plat, ce qui la distingue de la colline. Une butte ressemble à une mesa, mais en moins grand. Les buttes se trouvent partout dans l'Ouest des États-Unis, les îles Hawaii, surtout près de Honolulu. On n'en trouve que rarement en Europe.
Ils apparaissent par l'érosion quand la pierre dure, souvent de type volcanique, est située au-dessus d’une tranche de pierre molle et faible et qui est arrachée peu à peu par le temps. La pierre dure reste en place mais les rochers alentour disparaissent.
La deuxième acception du mot est à l'origine du nom de plusieurs villes aux États-Unis comme Butte dans le Montana, Butte en Alaska ou encore Butte dans le Nebraska.